# Joseph Bullinger
Franz Joseph Johann Nepomuk Bullinger, Abbé Bullinger, (* 29. Januar 1744 in Unterkochen; † 9. März 1810 in Diepoldshofen bei Leutkirch) war ein deutscher Theologe.

## Leben
Bullinger war der Sohn eines wohlhabenden Papierfabrikanten. Er studierte Philosophie, Mathematik und Theologie in Ingolstadt. Ab 1761 war er Novize des Jesuitenordens in Landsberg am Lech, 1768/70 Magister am Jesuitengymnasium St. Michael in München, 1771 war er in Freiburg/Breisgau, 1772 am Jesuitenkolleg in Neuburg an der Donau tätig. Nach Aufhebung des Ordens (1773) war er Privatlehrer bei Adeligen und Bürgerlichen.
Spätestens ab 1776 war er Erzieher und Hofmeister des Grafen Leopold Ferdinand von Arco. Bullinger war auch mit den Mitgliedern der Familie Mozart eng befreundet. Er unterstützte Wolfgang Amadeus Mozarts Reise nach Paris 1777 und berichtete darüber. Im Juli 1778 schrieb Wolfgang Amadeus Mozart einen Brief an Bullinger mit der Bitte, Mozarts Schwester Nannerl und seinen Vater Leopold über die schwere Krankheit und den Tod seiner Mutter (3. Juli) in Paris mündlich vorzubereiten.
Bullinger verließ um 1784 Salzburg in Richtung München. 1786 besuchte er die Mozarts in Salzburg, im Februar 1787 ist ein Treffen in München dokumentiert. Später war er Hofmeister beim schwäbischen Grafen und Truchsess von Waldburg-Zeil. 1803 erhielt er die Patronatspfarre in Diepoldshofen, wo er bis zu seinem Tod als Seelsorger wirkte.